# Código postal de Francia

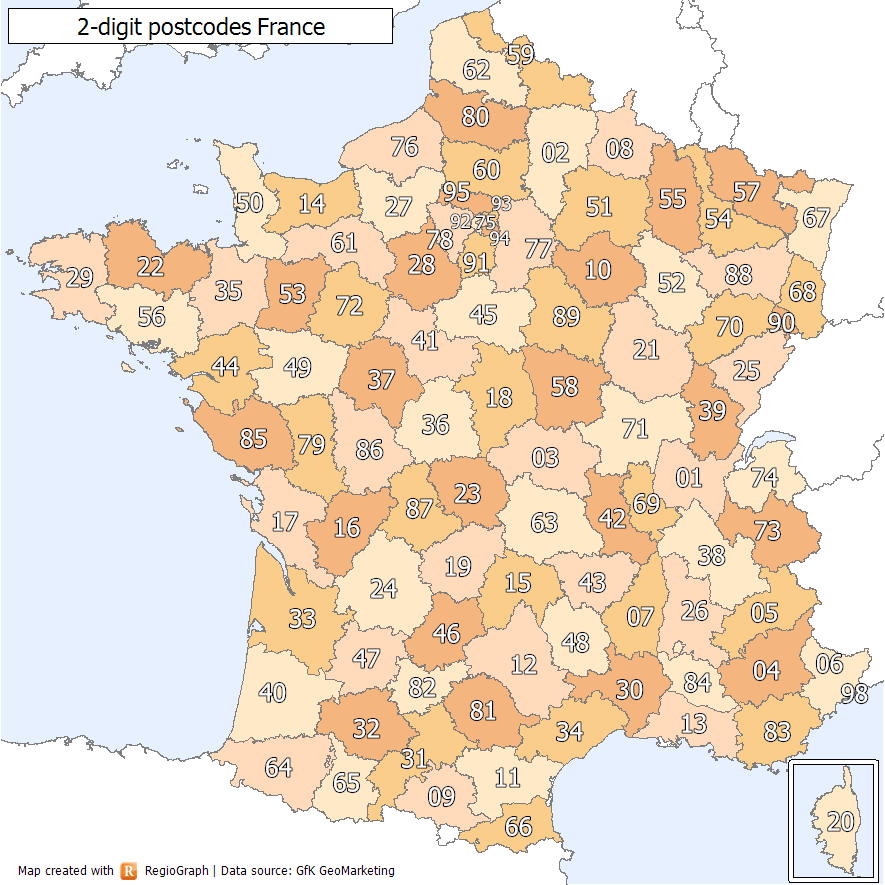
Mapa de Francia continental con números de departamento que corresponden a los dos primeros dígitos del código postal.

El código postal en Francia es una serie de cinco dígitos ubicados al comienzo (a la izquierda) de la última línea de la dirección (nombre de la localidad), destinados a facilitar el enrutamiento del correo mediante la identificación de la oficina que garantiza la entrega a beneficiario.
Los códigos postales se introdujeron en Francia en 1964, cuando La Poste introdujo la clasificación automática. Se actualizaron para usar el sistema actual de 5 dígitos en 1972.
Francia utiliza códigos postales numéricos de cinco dígitos, los dos primeros dígitos que representan el departamento en el que se encuentra la ciudad. Los números de departamento se asignaron alfabéticamente entre 1860 y 1870, pero los cambios posteriores (como el cambio de nombre y la división de departamentos) significan que la lista ya no está en orden estrictamente alfabético. El sistema también se extiende a los departamentos y territorios franceses de ultramar, y también incluye Mónaco. Tenga en cuenta que los códigos postales  en ambos departamentos de Córcega comienzan con el "20" asignado históricamente a Córcega antes de que se dividiera en dos departamentos, que ahora se numeran 2A y 2B.
Los últimos tres dígitos identifican una ubicación más precisa, 000 en general reservado para la prefectura. Sin embargo, en París, Lyon y Marsella, los dos últimos dígitos indican el distrito. Por ejemplo, 80000 corresponde a Amiens, que es la prefectura del Somme o departamento 80, mientras que 69008 corresponde al octavo distrito de Lyon.